# Psychokinesis

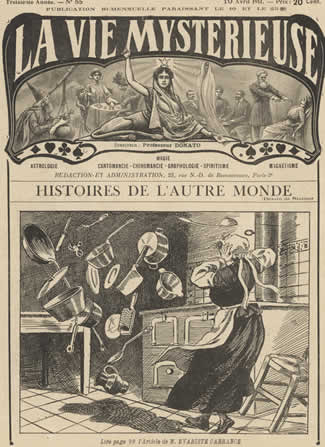

Psychokinesis (từ tiếng Hy Lạp ψυχή "ý nghĩ" + κίνησις "di chuyển") hoặc telekinesis (từ τῆλε "từ xa" + κίνησις "di chuyển") là một khả năng tâm thần đặc biệt giúp một người tác động lên sự vật mà không có sự tương tác vật lý (cầm nắm). Psychokinesis và telekinesis đôi khi được viết tắt lần lượt là PK và TK. Ví dụ điển hình về psychokinesis là di chuyển đồ vật, khiến nó bay lơ lửng bằng ý nghĩ.

## Những câu chuyện
Nina Kulagina (Nga) được mệnh danh là "nữ phù thủy" có khả năng dùng tâm trí di chuyển đồ vật. Một lần, khi Nina mở một ngăn tủ trong phòng, chiếc ngăn tủ bị hỏng rồi tung ra, khiến mọi thứ văng tung tóe. Nina tỏ ra vô cùng bực tức. Cùng lúc đó, những ngọn đèn trong phòng cứ bật rồi tắt liên tục, những đồ vật rơi dưới đất bỗng gắn chặt lấy Nina. Từ đó Nina phát hiện ra một sự thật kì diệu rằng, cô có khả năng điều khiển mọi vật thông qua ý nghĩ.
Nina Kulagina đã phát hiện ra khả năng của mình trong khi cố gắng để phát triển sức mạnh tâm linh khác vì cô luôn tin rằng, mình có sức mạnh siêu nhiên gì đó trong người. Được biết, cô đã chứng minh khả năng thiên bẩm của mình bằng cách di chuyển nhiều đồ vật như quả bóng, bánh mì, bát thủy tinh lớn, đồng hồ quả lắc, một ống điếu xì gà. Nhiều người hồ nghi về khả năng của cô vì cho rằng, nó chẳng khác gì những trò ảo thuật trên tivi nhưng Nina luôn quả quyết, mình có khả năng điều khiển đồ vật bằng suy nghĩ.
Miroslaw Magola (Ba Lan) cũng có khả năng kì lạ là dùng năng lượng từ sự vận động trí óc để nâng các vật xung quanh. Anh có thể nâng được mọi thứ từ chảo kim loại, bức tượng cẩm thạch, đưa chúng di chuyển trong không khí rồi gắn chặt với người mình. Miroslaw là người esay mê hiện tượng năng lượng trí óc, dịch chuyển đồ vật bằng ý nghĩ, anh đã phát triển kỹ năng điều khiển các vật thể vô tri tuân theo ý nghĩ của mình, thậm chí bắt chúng quay vòng tròn hoặc lắc. Năng lực của Miroslaw mạnh đến nỗi anh có thể nhảy vòng quanh trong khi một vật thể dính chặt vào đầu mà không mất khả năng giữ vật thể. Anh đưa ra lời lý giải về khaả năng của mình, đó là do cơ thể được nạp đầy năng lượng ở cùng một thời điểm, đồng thời anh tập trung suy nghĩ, cố gắng điều khiển chúng. Miroslaw đã trải qua rất nhiều cuộc kiểm tra nhưng khả năng kì lạ của anh vẫn là một điều bí ẩn đối với khoa học.
Stanislawa Tomczyk (Ba Lan) cũng gây chú ý bởi khả năng điều khiển đồ vật của mình nhưng chỉ khi cô bị thôi miên. Trong trạng thái thôi miên, Tomczyk có thể điều khiển cho vật thể nhỏ bay lên khi cô đặt tay lên 2 thái dương. Đầu năm 1900, một điều tra viên tên là Julien Ochorowicz xem lại những đồ vật bay lên ở khoảng cách rất gần và quan sát thấy có những sợi mỏng phát ra từ lòng bàn tay và ngón tay của cô. Có vẻ đây không phải là thủ thuật bởi trước khi quan sát, họ đã phải kiểm tra kĩ lưỡng. Những sợi này giống như tơ nhện và dần trở nên mờ đi.
Những câu chuyện trên, tuy vậy có phần lỗi thời và thiếu tư liệu nói thêm.

## Quan điểm khoa học
Thuật ngữ Telekinesis hoặc Psychokinesis chỉ khả năng di chuyển vật thể bằng cách sử dụng tâm trí. Một số người tin rằng, bất kì ai trong chúng ta cũng có thể di chuyển các đồ vật bằng suy nghĩ với điều kiện là phải trải qua thời gian dài rèn luyện, thực hành.
Các hình thức và nguyên tắc di chuyển của Telekinesis là mâu thuẫn với các định luật vật lý đã biết, ví dụ: Định luật bình phương nghịch đảo, các định luật Newton, bảo toàn động lượng, định luật 2 Nhiệt động lực...
Bởi vì điều này, các nhà khoa học đã yêu cầu một bằng chứng tiêu chuẩn cao về Telekinesis, phù hợp với luận điểm của Marcello Truzzi "Yêu cầu đặc biệt đòi hỏi bằng chứng phi thường". Dao cạo Occam trong các giải thích khoa học về các hiện tượng cho thấy rằng việc giải thích PK theo cách thông thường - tức bản chất chỉ là thủ thuật, hiệu ứng đặc biệt hoặc do thiết kế thí nghiệm kém - tốt hơn là chấp nhận rằng các quy luật vật lý nên được viết lại.

## Lý giải
Các nhà ảo thuật đã mô phỏng thành công một số khả năng chuyên môn của psychokinesis, chẳng hạn như chuyển động vật thể, uốn cong thìa, bay lên và dịch chuyển tức thời. Theo Robert Todd Carroll, có rất nhiều trò ảo thuật ấn tượng dành cho những người nghiệp dư và chuyên nghiệp để mô phỏng sức mạnh Telekinesis. Chẳng hạn như các vật kim loại như chìa khóa hoặc dao kéo có thể được uốn cong bằng cách sử dụng một số kỹ thuật khác nhau.
Trên bình diện quốc tế, có những người hoài nghi về các tổ chức huyền bí, một trong số những người này cung cấp tiền thưởng bằng tiền mặt cho bất kì cá nhân nào có thể chứng minh thật sự bằng biểu diễn sự tồn tại của một sức mạnh tâm linh phi thường, như psychokinesis. Ví dụ, đề nghị của doanh nhân Gerald Fleming trị giá 250.000 bảng cho Uri Geller nếu anh ta có thể uốn cong chiếc thìa trong điều kiện được kiểm soát mà không dùng kĩ xảo, thủ thuật. Tổ chức giáo dục James Randi đã đưa ra Thử thách huyền bí một triệu đô la cho bất kỳ ứng cử viên nào được chấp nhận, những người đã cố gắng tạo ra một sự kiện huyền bí trong một thí nghiệm được kiểm soát, hai bên thống nhất. Tuy vậy, vẫn chưa có ai đạt giải.